# Певек
Певе́к (рос. Певек, чукот.: Пээкин) — місто (з 1967) в Росії, адміністративний центр Чаунського району Чукотського автономного округу.
Населення 4,4 тис. осіб (2008).
Певек — сучасне поселення, засноване після Першої світової війни для обслуговування порту призначеного для вивезення корисних копалин у рамках розширюваного Північного морського шляху. В 1940-х — 1950-х років територія навколо Певека була місцем кількох таборів ГУЛАГу, де в'язні видобували уран. В 1990-х рр багато шахт стали збитковими та закрилися, що призвело до того, що багато жителів переїхали в центральні райони Росії, а портова інфраструктура занепала.
У Певеку на початок 2020-х розташована плавуча атомна електростанція «Академік Ломоносов», яка має два морських ядерні реактори КЛТ-40С, що виробляють 35 мегават електроенергії кожен.
У 1990-х Певек став абсолютним «рекордсменом» серед міст за скороченням чисельності населення. Якщо у 1989 році в місті мешкало 12,9 тис. осіб, то перепис 2002 року виявив тут тільки 5,2 тис. мешканців. З тих пір чисельність населення міста знизилась ще більше. Основною причиною відтоку населення є скорочення робочих місць (у 1990-х закриті олов'яні рудники) та погіршення стану інфраструктури. Навколо міста знаходиться кілька повністю занедбаних гірняцьких селищ.

## Етимологія
Існує кілька версій походження назви міста. Згідно з однією з них, назва походить від чукотського слова пеекіней, що означає «товста, здута гора» — так називається сопка, біля підніжжя якої розташоване місто. Згідно з іншою, свою назву місто отримало від чукотського слова «пагит-кенай», що в перекладі означає «гора смердюча». За легендою, біля підніжжя гори неподалік сучасного міста сталася битва між чукчами та юкагірами, а запах тіл загиблих довго зберігався в цих місцях, адже мертвих у аборигенів ховати не було кому. Тому чукчі довго не селилися на цій території, а лише тимчасово влітку приганяли сюди свої стада.

## Географія
Місто розташоване на східному березі Чаунської губи навпроти островів Роутан Східносибірського моря, за 640 км від Анадиря. Найпівнічніше місто у Росії.

## Історія

### 18 і 19 ст
Місцевість навколо Певека була відома росіянам вже в середині 18 століття, оскільки записи Великої Північної експедиції свідчать про відкриття мису Шелазький. Подальші згадки про мис були зроблені у записах експедиції Біллінгса, коли російські дослідники вперше описали Чаунську затоку в 1760-х роках.

### 20 століття
Найдавніші згадки про поселення Певек були зроблені письменником Тихоном Семушкіним, який відкрив в 1926 році чукотський мисливський будиночок і ярангу. До середини 1930-х років Певек став важливим портом регіону, через розвиток Північного морського шляху та виявленням олова на руднику Пиркакай (який пізніше буде перейменований у Красноармєйський) за 60 км. Відкриття корисних копалин призвело до розвитку міста — в 1950 році у поселенні проживало майже 1500 постійних мешканців. 6 квітня 1967 року Певек отримав статус міста.
У 1990-х рр, після розпаду Радянського Союзу, населення міста скоротилося більш ніж наполовину, оскільки комерційне судноплавство в Арктиці занепало, а люди почали виїджати до центральних російських регіонів. Більш-менш регулярне судноплавство на початок 2020-х здійснюється лише з Мурманська до Дудинки на заході та між Владивостоком і Певеком на сході. Порти між Дудинкою і Певеком практично не мають судноплавства.

### ГУЛАГ

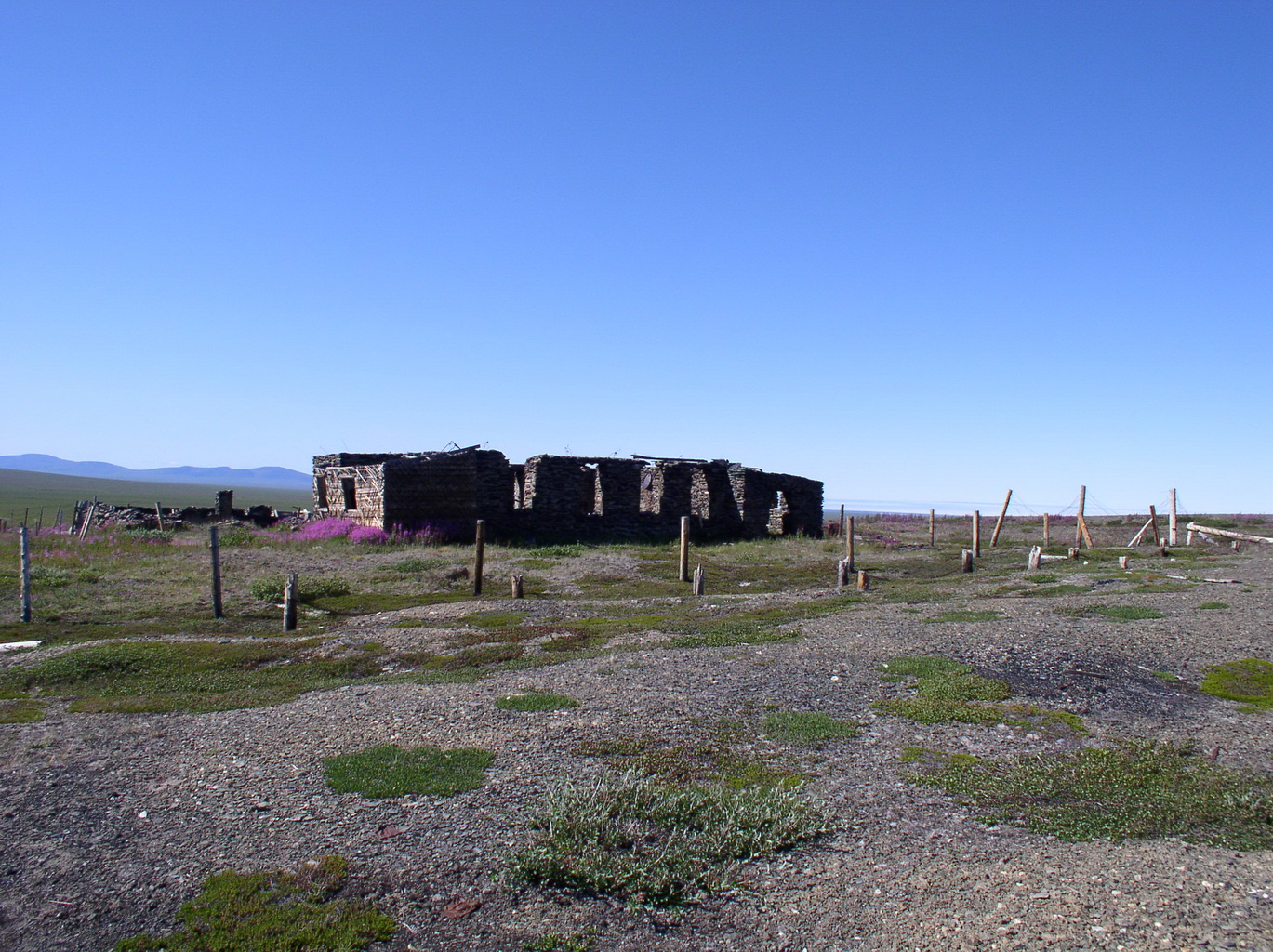
Руїни Чаунлагу біля Певеку

Робітники на шахтах, які забезпечували Радянський Союз оловом та ураном у другій половині 20-го століття, були в'язнями системи ГУЛАГу. У самому регіоні існувала мережа таборів, через які проходила величезна кількість кримінальних і політичних в'язнів. Є залишки двох великих таборів, «Північний» і «Західний», які продовжували постачати уран під час і після Другої світової війни. Великі кладовища на околицях таборів показують, що велика частина тих, кого відправили працювати в шахти, не вижила.

## Клімат
| Клімат Певеку           | Клімат Певеку | Клімат Певеку | Клімат Певеку | Клімат Певеку | Клімат Певеку | Клімат Певеку | Клімат Певеку | Клімат Певеку | Клімат Певеку | Клімат Певеку | Клімат Певеку | Клімат Певеку | Клімат Певеку |
| Показник                | Січ.          | Лют.          | Бер.          | Квіт.         | Трав.         | Черв.         | Лип.          | Серп.         | Вер.          | Жовт.         | Лист.         | Груд.         | Рік           |
| Абсолютний максимум, °C | 8,9           | 5,6           | 5,8           | 8,6           | 17,1          | 27,0          | 29,2          | 25,7          | 20,3          | 14,5          | 8,0           | 8,9           | 29,2          |
| Середній максимум, °C   | −24,1         | −24,3         | −18,6         | −11,6         | 0,6           | 9,4           | 12,6          | 10,3          | 4,7           | −3,8          | −14,1         | −20,2         | −6,6          |
| Середня температура, °C | −26,6         | −26,7         | −22,6         | −15,6         | −2,6          | 5,4           | 8,4           | 7,3           | 3,0           | −6,3          | −16,9         | −23,8         | −9,8          |
| Середній мінімум, °C    | −30,1         | −30,8         | −26,4         | −19,8         | −5,8          | 2,1           | 5,2           | 4,9           | 0,9           | −7,8          | −19,5         | −26           | −12,8         |
| Абсолютний мінімум, °C  | −45           | −50           | −43,3         | −41           | −30           | −10,6         | −2,2          | −5,1          | −12,7         | −29,3         | −39,7         | −40,6         | −50           |
| Норма опадів, мм        | 9             | 12            | 7             | 11            | 10            | 15            | 26            | 27            | 21            | 16            | 14            | 16            | 184           |
| Днів з дощем            | 0             | 0             | 0,1           | 0,1           | 2             | 7             | 13            | 12            | 10            | 1             | 0,3           | 0             |               |
| Днів зі снігом          | 18            | 18            | 15            | 14            | 12            | 5             | 3             | 3             | 12            | 20            | 17            | 19            |               |
| Вологість повітря, %    | 83            | 81            | 81            | 83            | 79            | 74            | 76            | 79            | 80            | 80            | 84            | 83            | 80            |
| ----------------------- | ------------- | ------------- | ------------- | ------------- | ------------- | ------------- | ------------- | ------------- | ------------- | ------------- | ------------- | ------------- | ------------- |

## Економіка
М'ясо-молочний харчокомбінат. Золотовидобувні підприємства. Дорожнє ремонтно-будівельне управління, автобаза, Геолого-розвідувальне підприємство, гідрометеорологічна станція. Адміністрація заповідника «Острів Врангеля». Аеропорт за 18 кілометрів від міста. Морський порт на трасі Північного морського шляху.